# Плива
Плива у горњем току Пљева је река у Републици Српској, БИХ, лева притока Врбаса. Дугачка је 33 km, са површином поречја од 768 km². Постаје од два (три, која се спајају неколико метара послије извора) јака врела у подножју планине Смиљевац—Јастребњак на 483 метра изнад мора, а ушће јој је код Јајца, где гради бучни 22 метра висок водопад. Несређено корито Пливе често плави подручја низводно од Шипова.
Кањон реке Пливе је заштићени природни резерват Републике Српске. По најавама власти ускоро би требало заједно са кањоном реке Јањ да уђе у програм заштите УНЕСКА. Река је богата рибом.
У насељу Пљева, недалеко од центра Шипова, формиран је спортски риболовни ревир на ријеци Пливи, дуг око 2 km. У том ревиру су у току 2007. године одржана сва регионална, републичка и државна такмичења у риболову, и то у дисциплини fly fishing (мушичарење). На конгресу CIPS-а, одржаном у мају 2007. године у Прагу, одлучено је да ће се европско првенство у fly fishingu 2010. године одржати у Шипову односно у том ревиру на реци Пливи.